# Masaki Jokotani
Masaki Jokotani (japonsko 横谷 政樹), japonski nogometaš, * 10. maj 1952.
Za japonsko reprezentanco je odigral 20 uradnih tekem.